# Lijst van spelers van FC Schalke 04
Deze lijst bevat voetballers die bij de Duitse voetbalclub FC Schalke 04 spelen of gespeeld hebben. De namen zijn alfabetisch gerangschikt.

## A
- Hans-Joachim Abel
- Mathias Abel
- Rüdiger Abramczik
- Volker Abramczik
- Ibrahim Afellay
- Victor Agali
- Ailton
- Jörg Albracht
- Alcides
- Ünal Alpuğan
- Halil Altıntop
- Hamit Altıntop
- Ingo Anderbrügge
- Markus Anfang
- Anthony Annan
- Gerald Asamoah
- Danilo Avelar
- Mimoun Azaouagh

## B
- Zlatan Bajramović
- Manfred Bär
- Alexander Baumjohann
- Hans-Jürgen Becher
- Karl-Heinz Bechmann
- Timo Becker
- Rachid Belarbi
- Sepp van den Berg
- Ulrich van den Berg
- Klaus Berge
- Winfried Berkemeier
- Manfred Berz
- Marinus Bester
- Til Bettenstaedt
- Klaus Beverungen
- Siegmar Bieber
- André Bistram
- Ulrich Bittcher
- Horst Blechinger
- Kevin-Prince Boateng
- Sebastian Boenisch
- Jörg Böhme
- Mario Boljat
- Hans Bongartz
- Marcelo Bordon
- Rainer Borgmeier
- Alexander Borodjuk
- Nico Braun
- Josef Broden
- Kai Bruckmann
- Hans-Günter Bruns
- Theo Bücker
- Rainer Budde
- Dieter Burdenski
- Henning Bürger
- Michael Büskens

## C
- Angelos Charisteas
- Bent Christensen Arensøe
- Hubert Clute-Simon
- Heinz Crawatzo
- Simon Cziommer

## D
- Dietmar Danner
- Ciprian Deac
- Chad Deering
- Michael Delura
- Herbert Demange
- Bernd Dierßen
- Bernard Dietz
- Heribert Dittrich
- Thomas Dooley
- Kristijan Đorđević
- Norbert Dörmann
- Julian Draxler
- Manfred Drexler
- Manfred Dubski
- Arnold Dybek
- Serhij Dychtjar
- Vilson Džoni

## E
- Dieter Eckstein
- Reiner Edelmann
- Edu
- Peter Ehmke
- Yves Eigenrauch
- René Eijkelkamp
- Norbert Eilenfeldt
- Norbert Elgert
- Josef Elting
- Peter Endrulat
- Orlando Engelaar
- Hermann Erlhoff
- Fabian Ernst
- Christian Erwig
- Sergio Escudero

## F
- Ralf Fährmann
- Jefferson Farfán
- Klaus Fichtel
- Christos Figas
- Klaus Fischer
- Egon Flad
- Michael Fonfara
- Martin Fraisl
- Steffen Freund
- Karl-Heinz Frey
- Christian Fuchs

## G
- Andreas Gaber
- Jürgen-Michael Galbierz
- Thomas Gaßmann
- Mario Gavranović
- Hans-Jürgen Gede
- Holger Gehrke
- Winfried Geier
- Waldemar Gerhardt
- Martin Giesel
- Edi Glieder
- Bjarne Goldbæk
- Michaël Goossens
- Leon Goretzka
- Dieter Götz
- Bernd Grabosch
- Siegfried Grams
- Werner Grau
- Jürgen Gredig
- Frode Grodås
- Volkmar Groß
- Carlos Grossmüller
- Günter Güttler

## H
- Heinz van Haaren
- Tamás Hajnal
- Tomasz Hajto
- Mike Hanke
- Wilfried Hannes
- Ľuboš Hanzel
- Hao Junmin
- Markus Happe
- Amine Harit
- Frank Hartmann
- Franz Hasil
- Dieter Heimen
- Christofer Heimeroth
- Oliver Held
- Markus Heppke
- Matthias Herget
- Christian Herrmann
- Günter Herrmann
- Hendrik Herzog
- Antoine Hey
- Timo Hildebrand
- Herbert Höbusch
- Uwe Höfer
- Marco Höger
- Dragan Holcer
- Lewis Holtby
- Paul Holz
- Marco van Hoogdalem
- Matthew Hoppe
- Tim Hoogland
- Egon Horst
- Benedikt Höwedes
- Hartmut Huhse
- Klaas-Jan Huntelaar

## I
- Besart Ibraimi
- Uwe Igler
- Abdul Iyodo

## J
- Michael Jakobs
- Norbert Janzon
- Kurt Jara
- Erik Jendrišek
- Jermaine Jones
- Walter Junghans
- José Manuel Jurado

## K
- Ali Karimi
- Günter Karnhof
- Gerd Kasperski
- Markus Kaya
- Levan Kenia
- Nico Van Kerckhoven
- Hans-Peter Kirchwehm
- Thomas Kläsener
- Jürgen Klein
- Uwe Kleina
- Gerhard Kleppinger
- Mario Klinger
- Michael Klinkert
- Denis Kljoejev
- Harald Klose
- Peer Kluge
- Sven Kmetsch
- Levan Kobiasjvili
- Johan de Kock
- Stefan Kohn
- Fabijan Komljenović
- Thomas Kortmann
- Roland Kosien
- Willi Koslowski
- Jarosław Kotas
- Willi Kraus
- Franz Krauthausen
- Erwin Kremers
- Helmut Kremers
- Manfred Kreuz
- Michael Kroninger
- Mladen Krstajić
- Thomas Kruse
- Waldemar Ksienzyk
- Günter Kuczinski
- Harald Kügler
- Timo Kunert
- Kevin Kurányi
- Marco Kurz
- Karl-Heinz Kuzmierz

## L
- Hans-Georg Lambert
- Fabian Lamotte
- Ernst Lander
- Alexander Langlitz
- Søren Larsen
- Lennart Larsson
- Radoslav Látal
- Danny Latza
- Joseph Laumann
- Thorsten Legat
- Jens Lehmann
- Uwe Leifeld
- Reinhard Libuda
- Lincoln
- Thomas Linke
- Wolodymyr Ljutyj
- Heinz-Dieter Lömm
- Werner Lorant
- Peter Løvenkrands
- Jürgen Luginger
- Herbert Lütkebohmert

## M
- Pavel Mačák
- Richard Mademann
- Hami Mandıralı
- Hans-Dieter Mangold
- Hartmut Manns
- Carsten Marell
- Enver Marić
- Ciprian Marica
- Carsten Marquardt
- Aníbal Matellán
- Joël Matip
- Klaus Matischak
- Martin Max
- Weston McKennie
- Caspar Memering
- Christoph Metzelder
- Bernd Michel
- Jörg Mielers
- Radmilo Mihajlović
- Christian Mikolajczak
- Mineiro
- Manuel Mirbach
- Mike Möllensiep
- Andreas Möller
- Jan Morávek
- Christoph Moritz
- Émile Mpenza
- Horst Mühlmann
- Youri Mulder
- Andreas Müller
- Dragan Mutibarić

## N
- Jiří Němec
- Manuel Neuer
- Gerhard Neuser
- Alex Nielsen
- Norbert Nigbur
- Žarko Nikolić
- Hans Nowak

## O
- Chinedu Obasi
- Branko Oblak
- Michael Opitz
- Manfred Orzessek
- Niels Oude Kamphuis
- Mesut Özil

## P
- Helmut Pabst
- Christian Pander
- Kyriakos Papadopoulos
- Wolfgang Patzke
- Vasilios Pavlidis
- Miguel Pereira
- Sladan Peric
- Reinhard Pfeiffer
- Sérgio Pinto
- Johann Pirkner
- Nicolas Plestan
- Vasileios Pliatsikas
- Heinz Pliska
- Manfred Pohlschmidt
- Christian Poulsen
- Michael Prus
- Teemu Pukki
- Alfred Pyka

## Q
- Marco Quotschalla

## R
- Rafinha
- Ivan Rakitić
- Benito Raman
- Raúl
- Friedel Rausch
- Oliver Reck
- Ralf Regenbogen
- Tore Reginiussen
- Manfred Ritschel
- Darío Rodríguez
- Frederik Rønnow
- Frank Rost
- Dietmar Roth
- Rolf Rüssmann
- Werner Ruthmann

## S
- Alban Sabah
- Vicente Sánchez
- Ebbe Sand
- Peter Sandhofe
- Andreas Sandt
- Leroy Sané
- Hans Sarpei
- Dietmar Schacht
- Dieter Schatzschneider
- Klaus Scheer
- Uwe Scherr
- Mark Schierenberg
- Mathias Schipper
- Günter Schlipper
- Lukas Schmitz
- Mathias Schober
- Frank Schön
- Rudolf Schonhoff
- Ulrich Schröder
- Günther Schubert
- Willi Schulz
- Harald Schumacher
- Friedhelm Schütte
- Markus Schwiderowski
- Jochen Seitz
- Peter Sendscheid
- Klaus Senger
- Thomas Siewert
- Michael Skibbe
- Waldemar Slomiany
- Jürgen Sobieray
- Martin Spanring
- Peter Stichler
- Albert Streit
- Wim Suurbier
- Krisztián Szollár
- Detlef Szymanek

## T
- Filip Tapalović
- Jürgen Täuber
- Klaus Täuber
- Stephan Täuber
- Bernd Thiele
- Michael Tönnies
- Gyula Tóth
- Filip Trojan
- Uwe Tschiskale
- İlyas Tüfekçi

## U
- Atsuto Uchida
- Volkan Ünlü
- Lars Unnerstall

## V
- Gustavo Varela
- Sven Vermant
- Werner Vollack

## W
- David Wagner
- Friedrich Wagner
- Hans-Joachim Wagner
- Tomasz Wałdoch
- Uwe Wassmer
- Jürgen Wegmann
- Uwe Weidemann
- Werner Weikamp
- Jürgen Welp
- Siegfried Werner
- Heiko Westermann
- Andreas Wiegel
- Andreas Wildoer
- Marc Wilmots
- Ludger Winkel
- Hans-Jürgen Wittkamp
- Sascha Wolf
- Claus-Dieter Wollitz
- Michael Wollitz
- Thorsten Wörsdörfer
- Haji Wright
- Alban Wüst
- Wolfram Wuttke

## Y
- Maya Yoshida

## Z
- Carlos Zambrano
- Zé Roberto
- Thomas Zechel